# Golda Rosheuvel

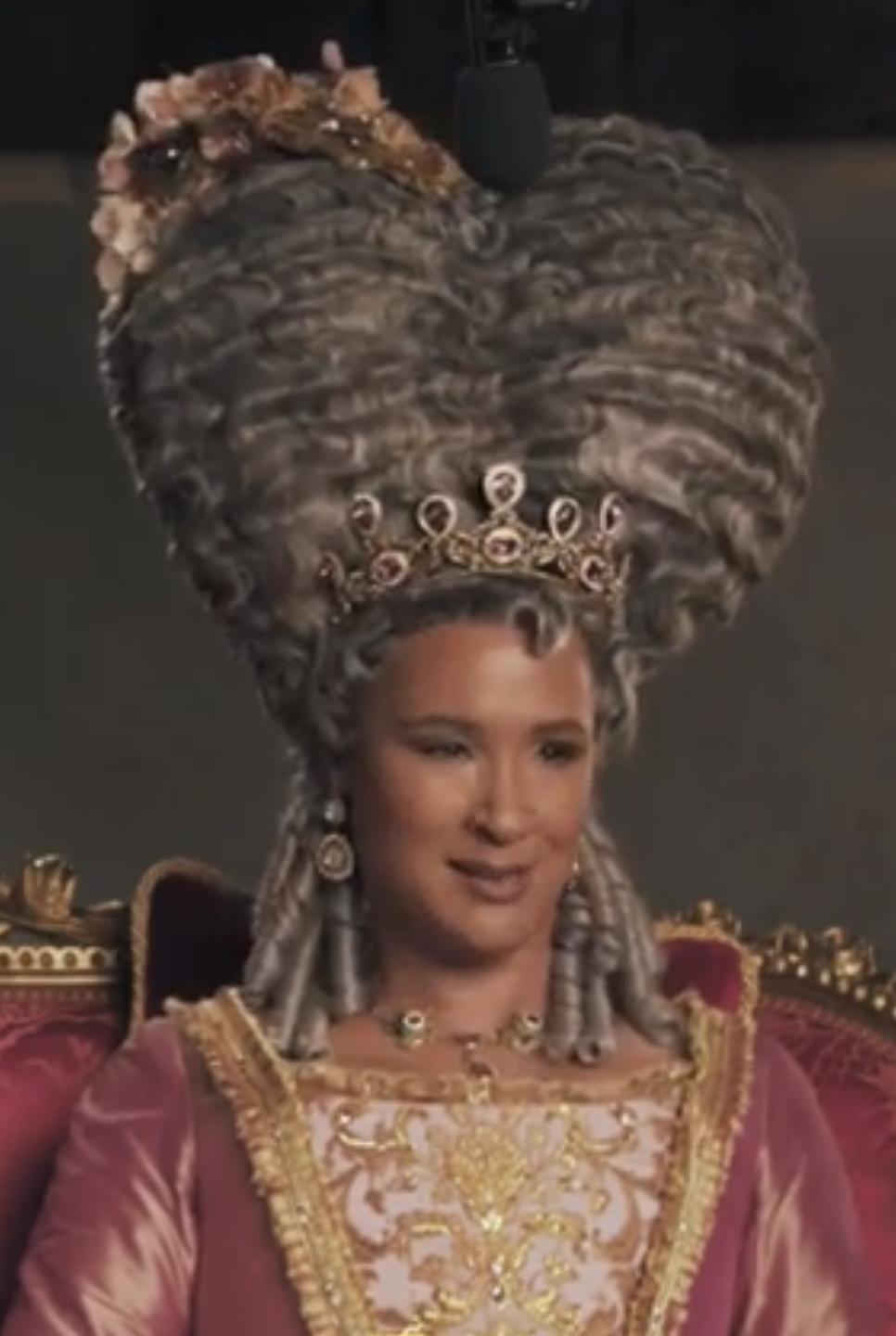
Rosheuvel als Königin Charlotte in der US-Fernsehserie Bridgerton

Golda Rosheuvel (* 1. Januar 1972 in Guyana) ist eine guyanisch-britische Schauspielerin.

## Leben
Golda Rosheuvel wurde in Guyana als Tochter einer Engländerin und eines Guyaners geboren. Im Alter von fünf Jahren kam sie mit ihrer Familie nach Großbritannien. Während der Schulausbildung betrieb sie Leichtathletik, danach studierte sie am East Herts College  sowie am London Studio Centre Schauspiel und Musical.
Nach Beendigung ihres Studiums erhielt sie ein Engagement als Donna in einer Produktion des Musicals Hair, mit der sie durch Europa tourte. Im Londoner West End debütierte sie als Swing in Porgy & Bess. Außerdem stand sie beispielsweise am Old Vic Theatre, am Open Air Theatre, am Globe Theatre sowie am National Theatre auf der Bühne.
Im Fernsehen war sie in verschiedenen Episodenrollen zu sehen. 2016 übernahm sie im Kostümfilm Lady Macbeth von Regisseur William Oldroyd mit Florence Pugh die Rolle der Agnes. 2018 stand sie am Everyman Theatre in Liverpool in Shakespeares Othello in der Titelrolle auf der Bühne. In der von Shonda Rhimes produzierten Netflix-Serie Bridgerton sowie im Spin-Off Queen Charlotte: Eine Bridgerton-Geschichte (2023) verkörperte sie die Rolle der Königin Charlotte, in der deutschsprachigen Fassung lieh ihr Susanne von Medvey die Stimme.
Rosheuvel ist die Partnerin der Dramatikerin Shireen Mula.

## Filmografie (Auswahl)
- 2000: Great Performances – Jesus Christ Superstar (Fernsehserie)
- 2001: Lava
- 2005: The Bill – 306: Show of Force (Fernsehserie)
- 2005: Coma Girl: The State of Grace
- 2006: Casualty – Going Under (Fernsehserie)
- 2006: On the Other Hand (Kurzfilm)
- 2008: Torchwood (Fernsehserie, zwei Episoden)
- 2008: Consuming Passion (Fernsehfilm)
- 2008–2019: Silent Witness (Fernsehserie, vier Episoden, verschiedene Rollen)
- 2011: Luther (Fernsehserie, eine Episode)
- 2012: Coronation Street (Fernsehserie, zwei Episoden)
- 2012: Dead Boss (Fernsehserie)
- 2012: Threesome – I Don't  (Fernsehserie)
- 2011, 2012: Holby City (Fernsehserie, zwei Episoden, verschiedene Rollen)
- 2012: Mr. Stink (Fernsehfilm)
- 2013: You'll Regret It (Kurzfilm)
- 2014: Rev. (Fernsehserie, eine Episode)
- 2014: Playhouse Presents – Damned (Fernsehserie)
- 2014: Remember You (Kurzfilm)
- 2015: I Live with Models – The Suit (Fernsehserie)
- 2015: EastEnders (Fernsehserie, eine Episode)
- 2016: Lady Macbeth
- 2019: A Confession (Fernsehserie, eine Episode)
- 2020: Muse (Kurzfilm)
- 2020: Unprecedented: Real Time Theatre from a State of Isolation (Fernsehserie, eine Episode)
- 2020: Old Vic in Camera: A Christmas Carol
- seit 2020: Bridgerton (Fernsehserie)
- 2021: Death in Paradise (Fernsehserie, eine Episode)
- 2021: Dune (Kinofilm)
- 2023: Queen Charlotte: Eine Bridgerton-Geschichte (Fernsehserie)
- 2024: This Time Next Year
- 2024: Orion und das Dunkel (Orion and the Dark, Stimme)
- 2024: Doctor Who (Fernsehserie)
- 2025: Eye for an Eye

## Auszeichnungen und Nominierungen (Auswahl)
Screen Actors Guild Awards 2021
- Nominierung in der Kategorie Bestes Schauspielensemble in einer Dramaserie für Bridgerton[10]

NAACP Image Award
- 2025: Nominierung als beste Nebendarstellerin in einer Dramaserie für Bridgerton